# وادي الذراع (تعز)
وادي الذراع هي إحدى قرى الجمهورية اليمنية. تتبع جغرافيا لمحافظة تعز وإداريًا لمديرية التعزية. يبلغ تعداد سكانها 4998 نسمة حسب الإحصاء الذي أجري عام 2004.